# Заручье (Борковское сельское поселение)
Заручье (карел. Zaruučča) — деревня в Борковском сельском поселении Бежецкого района Тверской области России.

## География
Расположена южнее деревни Горни вдоль автомобильной дороги 28К-0058.
В Заручье имеются три улицы: Голубая, Новая и Розовая.

## История
Деревня упоминается в документах 1564 года: на д. Заручье, Головкин Семён Яковлевич, вотчинник Городецкого стана Бежецкого уезда; 1627 года: пустошь, что была д. Заручье; 1646—1686 годов: д. Заручье. Вотчина Новоспасского монастыря (Москва).

## Население
| 2008 | 2010 |
| ---- | ---- |
| 174  | ↘159 |